# Bitwa pod Żarnowem
Bitwa pod Żarnowem miała miejsce 16 września 1655 podczas drugiej wojny północnej pomiędzy wojskami koronnymi I Rzeczypospolitej a szwedzkimi.

## Przed bitwą
Po opuszczeniu Warszawy przez króla Jana Kazimierza wojska szwedzkie szybko postępowały w głąb kraju. 9 września 1655 doszło do potyczki pod Inowłodzem, gdzie wojska Stefana Czarnieckiego zaatakowały straż tylną armii Arvida Wittenberga liczącą 500 rajtarów (dowodzoną przez Jerzego Forgella), po czym rozbiły ją. Straty szwedzkie wyniosły około 200 ludzi. Porażka ta nie powstrzymała pochodu wojsk szwedzkich, które wkrótce zajęły i zniszczyły Inowłódz, Drzewicę i Odrzywół. 11 września doszło do potyczki części wojsk szwedzkich z polską jazdą. W dniu 12 września wojska szwedzkie przystąpiły do oblężenia Opoczna. Miasto, które nie mogło liczyć na odsiecz wojsk królewskich, zostało po krótkiej obronie zdobyte.
Król Szwecji na wieść o zbierających się znacznych siłach polskich pod Wolborzem opuścił 11 września Warszawę i ruszył za Wittenbergiem. W rzeczywistości do Jana Kazimierza dołączyła jedynie część pospolitego ruszenia z Mazowsza i Małopolski. Ponieważ nastroje wśród szlachty były coraz bardziej nieprzychylne, czujący się niepewnie Jan Kazimierz zamierzał cofnąć się w kierunku Krakowa. Nie pozwoliło na to pospolite ruszenie, które zażądało stoczenia walki w pobliżu rodzinnych stron.
15 września 1655 do Żarnowa dotarły wojska koronne i pospolite ruszenie liczące około 11 000 ludzi pod dowództwem króla Jana Kazimierza. Na wieść o przebywaniu króla szwedzkiego Karola Gustawa na czele wojska w Opocznie, król polski postanowił przyjąć bitwę.

## Bitwa
Obok 3–4 tys. pospolitego ruszenia armia koronna miała 6900 jazdy regularnej, 900 dragonów i 6 lekkich dział. Karol Gustaw dysponował wyłącznie armią regularną w sile 4–5 tys. piechoty, 400 dragonów, 6000 jazdy i 40 dział (w tym wiele ciężkiego kalibru). Szwedzi nie dali się zaskoczyć niespodziewanym atakiem wojsk polskich. Karol Gustaw rzucił do przodu piechotę i artylerię i powoli zaczął wdzierać się na zajęte przez Polaków wzniesienie. Wojska koronne próbowały atakiem z góry zmusić Szwedów do odwrotu, jednak wobec ogromnej przewagi ogniowej nieprzyjaciela nie potrafiły tego dokonać. Gdy Karol Gustaw wysłał do walki jazdę, armia koronna, nie mogąc wytrzymać naporu, zaczęła się cofać. Niepomyślną dla Polaków walkę przerwała potężna ulewa. Gdy Jan Kazimierz wydał rozkaz odwrotu, Szwedzi rozpoczęli pościg. Spośród schwytanych jeńców z wojsk regularnych najlepszych żołnierzy wcielano w szwedzkie szeregi, a pozostałych puszczano wolno. Schwytana szlachta po złożeniu przysięgi była zwalniana i mogła wracać do domu. Część wojska ze Stefanem Czarnieckim i królem Janem Kazimierzem ruszyła do Krakowa. Reszta, którą dowodził hetman polny koronny Stanisław Lanckoroński poszła za przykładem króla Karola Gustawa. Pospolite ruszenie niemal w całości rozeszło się do domów.
Przegrana bitwa kosztowała armię koronną utratę około 1000 żołnierzy.
Król Jan Kazimierz przebieg bitwy miał obserwować ze szczytu grodziska Mierzińska Góra.

## Po bitwie
Zwycięstwo pod Żarnowem zapoczątkowało podbój trzeciej polskiej prowincji (po Wielkopolsce i Mazowszu) – Małopolski. Część wojsk królewskich na czele z królem Janem Kazimierzem i Stefanem Czarnieckim wycofała się na Włoszczowę, Żarnowiec i do Krakowa. Pobity i całkowicie załamany Jan Kazimierz przybył do Krakowa 19 września. Początkowo zamierzał zamknąć się w mieście i bronić go do upadłego, ostatecznie dał się przekonać i opuścił Kraków, którego komendantem został Stefan Czarniecki. Król wraz z królową Ludwiką Marią i towarzyszącymi im senatorami przekroczyli granicę i udali się na należący do cesarza Śląsk.
Pozostałość pospolitego ruszenia, która nie rozeszła się do domów, została zniesiona przez Szwedów w potyczce w rejonie wsi Ruszenice. Zniszczeniu uległo także miasto Żarnów.